# Kristina Prkačin
Kristina Prkačin (Dubrovnik, 21. listopada 1997.), hrvatska rukometašica članica Lokomotive iz Zagreba. Igra na mjestu lijeve vanjske.

## Karijera
Kristina je iz Mokošice, naselja u sastavu Grada Dubrovnika. Karijeru započela u ŽRK Dubrovnik, nakon čega karijeru nastavlja u zagrebačkoj Lokomotivi. S Lokomotivom je u sezoni 2016./17. osvojila EHF Challenge Cup.  Nastupala je za Hrvatsku na dva Europska prvenstva 2018. u Francuskoj i 2020. Danskoj.